# BMW 본사 빌딩
BMW 본사 빌딩(영어: BMW Headquarters)은 독일 뮌헨에 위치한 초고층 건물로, BMW의 본사가 위치해있다.

## 같이 보기
- 독일의 마천루 목록